# Baby (Sonohra)
Baby è un singolo del gruppo musicale italiano Sonohra, pubblicato il 17 febbraio 2010 dall'etichetta discografica Sony. Nonostante il titolo in inglese, la canzone è in lingua italiana.
La canzone, scritta da Roberto Tini insieme a Diego Fainello, uno dei due componenti del gruppo, è stata presentata al Festival di Sanremo 2010, da cui è stata però eliminata nel corso della seconda serata. Durante la serata successiva, nella quale è stata data la possibilità a due delle cinque canzoni eliminate nelle prime serate di essere ripescate, il duo si è esibito con Dodi Battaglia, chitarrista e cantante dei Pooh. Tuttavia, il voto degli orchestrali di Sanremo e del televoto non hanno permesso alla canzone di rientrare in gara.
La canzone è stata inserita nel secondo album del gruppo, Metà, pubblicato nella stessa settimana del festival.

## Tracce
1. Baby – 4:32

## Classifiche
| Classifica (2010) | Posizione massima |
| ----------------- | ----------------- |
| Italia            | 26                |